# Jan Vingboons

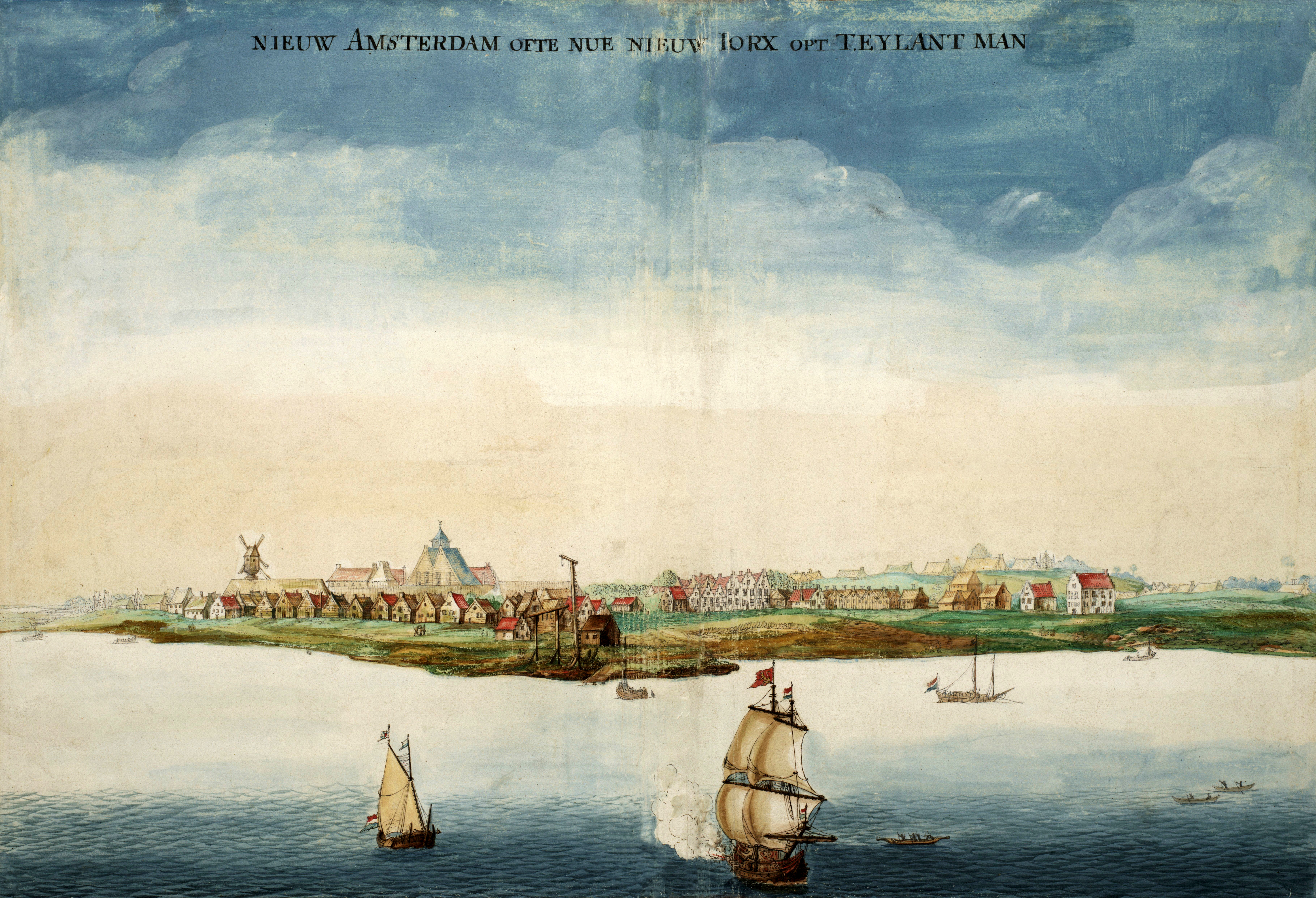
Nova Amesterdã (atual Nova Iorque), por Jan Vingboons (1664).

Jan Vingboons, também conhecido pelo nome latinizado de Johannes Vingboons (século XVII), foi um cartógrafo neerlandês.
Foi contratado na qualidade de cartógrafo pelo conde Maurício de Nassau, que então exercia o cargo de governador da Conquista da região Nordeste do Brasil para os Estados Gerais das Províncias Unidas.
Nassau enviou em 1678, ao rei Luís XIV de França, alguns presentes brasileiros, entre eles obras de Frans Post, Albert Eckhout, Zacharias Wagner, Georg Marggraf, Caspar Schmalkalden, Cornelis Golijath e Jan Vingboons. O trabalho de cartografia desenvolvido por estes dois últimos contribuiu para consolidar o conhecimento das costas brasileiras à época. O Atlas de sua autoria, compilado por volta de 1665 é considerado o ápice da cartografia holandesa no Brasil seiscentista. Dele existem, actualmente, apenas dois exemplares: um no Instituto Arqueológico, Histórico e Geográfico Pernambucano e outro na Biblioteca do Vaticano.